# Le Crime est notre affaire
Le Crime est notre affaire é um filme francês de Pascal Thomas, estreou em 2008.

## Elenco
- Catherine Frot : Prudence Beresford
- André Dussollier : Bélisaire Beresford
- Claude Rich : Roderick Charpentier
- Annie Cordy : Babette Boutiti, tante de Prudence
- Chiara Mastroianni : Emma Charpentier, fille de Roderick
- Melvil Poupaud : Frédéric Charpentier, le plus jeune fils de Roderick
- Alexandre Lafaurie : Raphaël Charpentier, fils de Roderick
- Christian Vadim : Augustin Charpentier, fils aîné de Roderick
- Hippolyte Girardot : le docteur Lagarde, amant d'Emma
- Yves Afonso : l'inspecteur Blache, viel ami de Bélisaire Beresford
- Alexie Ribes : Alexie Charpentier, fille de Frédéric Charpentier
- Kym Thiriot : Valérie Valois, amie d'Alexie
- Valériane de Villeneuve : Predefinição:Mme Clairin, domestique de Roderick Charpentier
- Marie-Lorna Vaconsin : Martina Petrovna mariée Valois, mère de Valérie
- Laura Benson : Margaret Brown
- Florence Maury : Diane, épouse de Raphaël Charpentier